# DVD-RAM

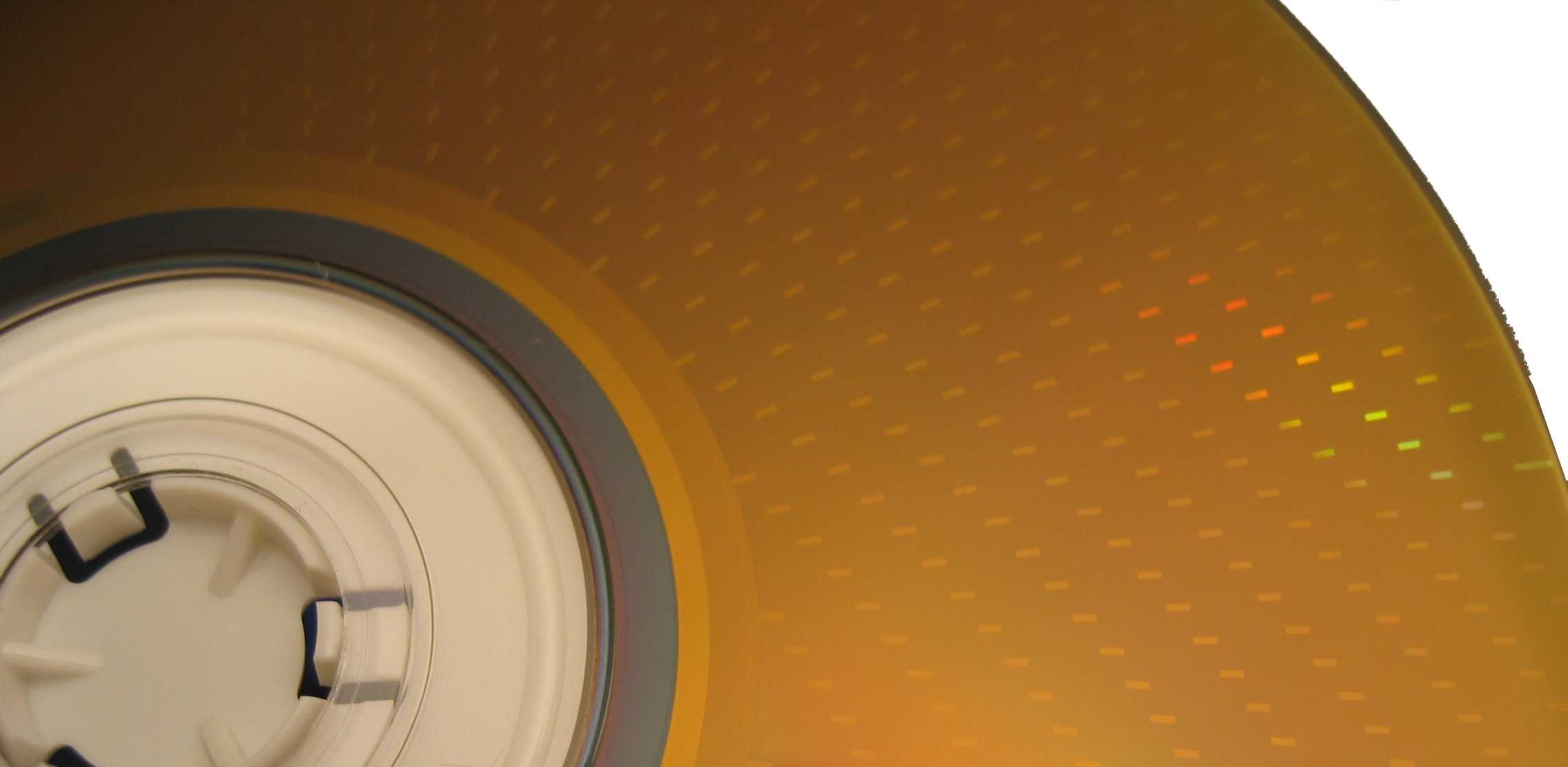
DVD-RAM的記錄面

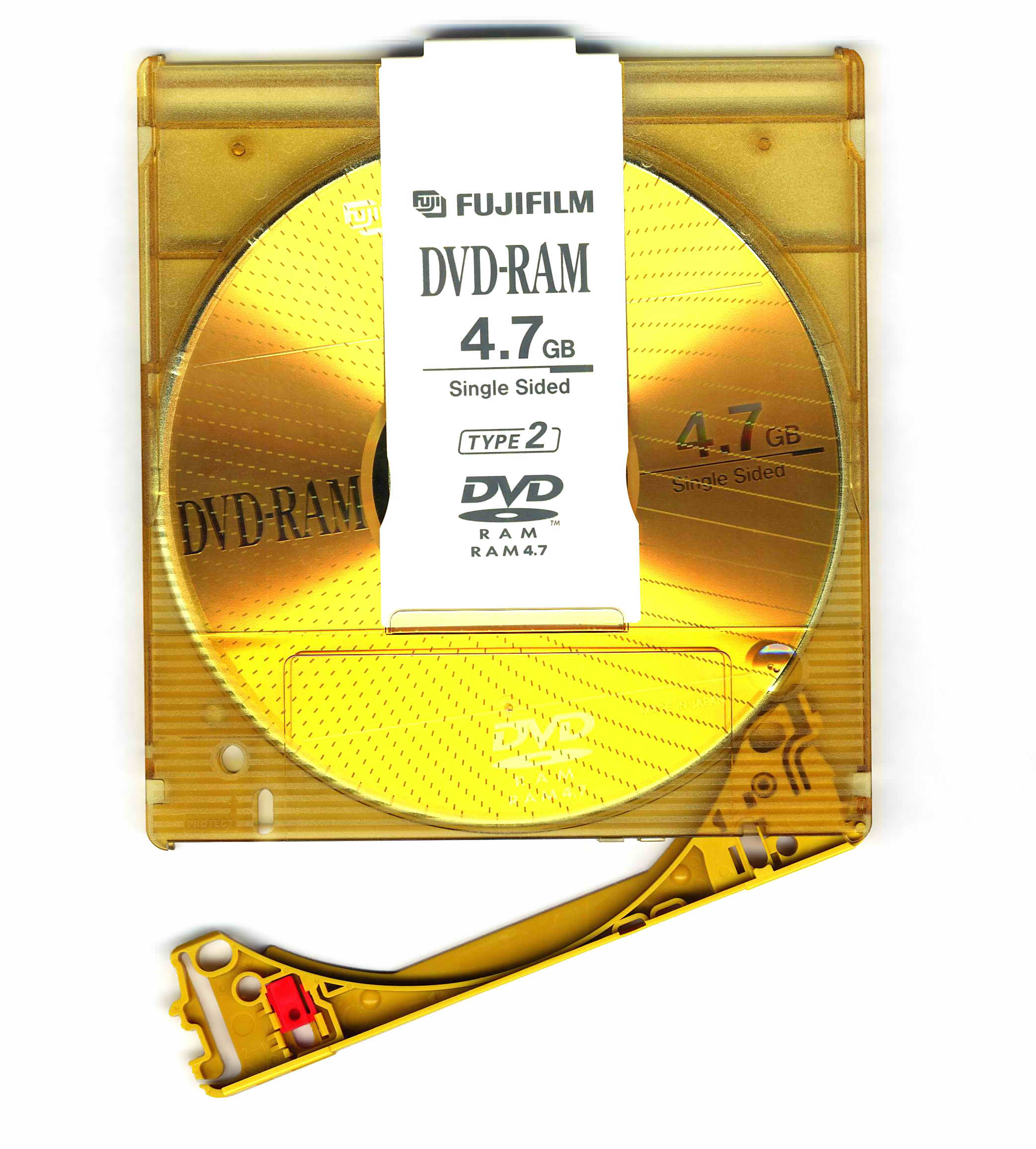
DVD-RAM Type 2

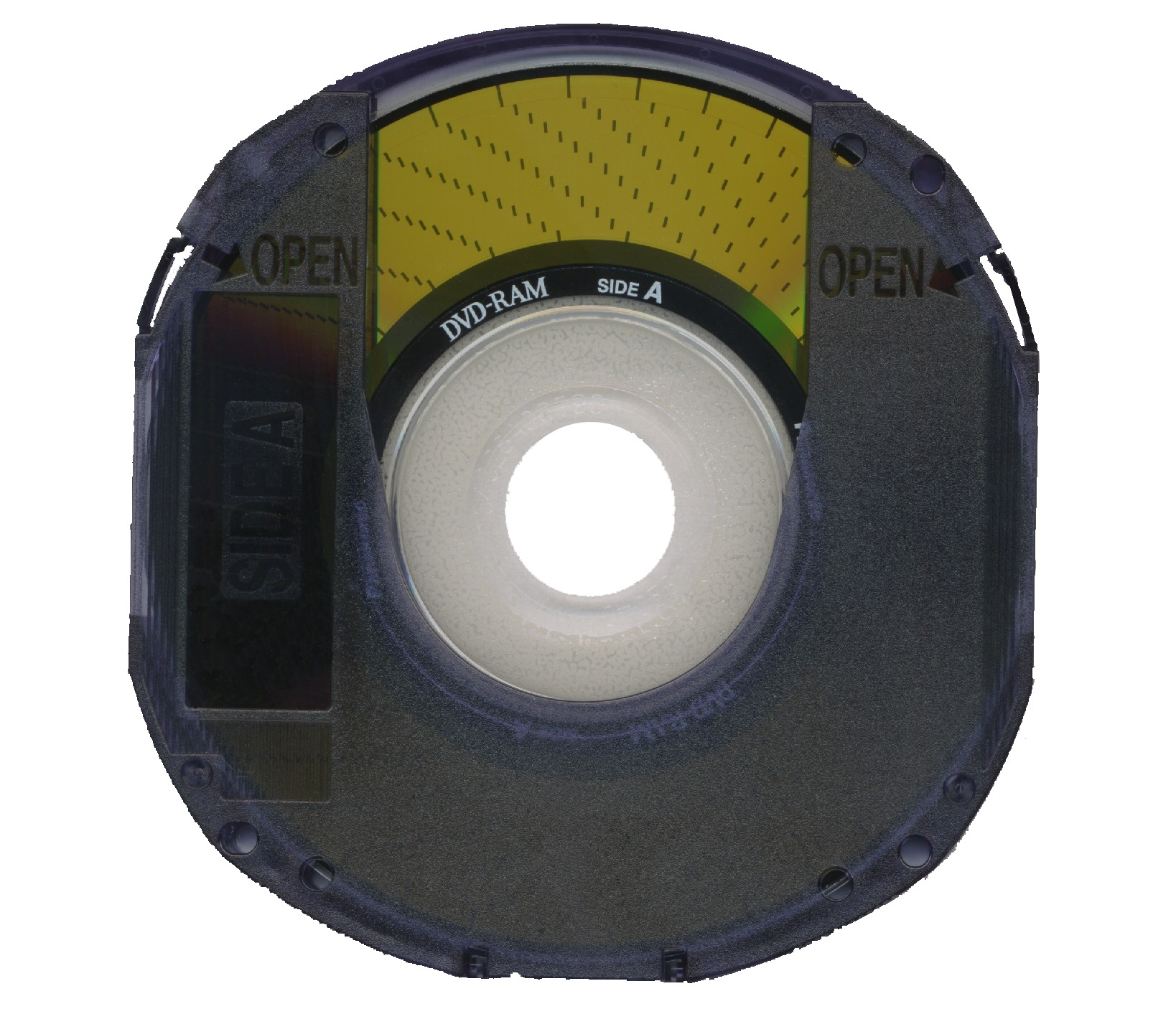
直徑為80mm的DVD-RAM

圖解移除DVD-RAM卡匣

DVD-RAM（DVD-Random Access Memory）乃DVD Forum於1996年所制訂的光碟規格，規格限定了可多次寫入的DVD-RAM儲存媒體及DVD燒錄机所使用的格式。DVD-RAM自1998年起廣泛使用於電腦的光碟機、燒錄機、視訊錄影機、手提攝錄機等。

## 簡介
DVD-RAM與DVD+RW及DVD-RW，是DVD多次重寫的三大技術之一。相對於其他的重寫光碟技術，DVD-RAM因為內置除錯及損壞管理系統，因此被視為較其他DVD技術更適合用於電腦應用，例如資料儲存、備份等。同時因為可重寫次數的理論值較其他可重寫DVD規格為高，以及檔案儲存的格式更具靈活性，因而亦曾經被廣泛應用於手提攝錄機、機頂盒等。
DVD-RAM的檔案儲存規格與電腦硬碟及軟碟技術相似，資料均儲存於多條同軸心的資料軌（等线速），隨機存取方式與硬碟和磁碟相同，相對於DVD-RW及DVD+RW以單一螺旋軌儲存資料（等角速），讀寫時需要依賴特別的封包讀寫程式。

## DVD-RAM光碟／卡帶格式
| 光碟尺寸 | 光碟（無卡帶） | 光碟（無卡帶） | 不可移除式卡帶 | 不可移除式卡帶 | 可移除式卡帶 | 可移除式卡帶 | 空白／無卡帶 | 空白／無卡帶 |
| -------- | -------------- | -------------- | -------------- | -------------- | ------------ | ------------ | ------------ | ------------ |
| 面數     | 單面           | 雙面           | 單面           | 雙面           | 單面         | 雙面         | 單面         | 雙面         |
| 12 cm    | type 0         | 無             | type 1         | type 1         | type 2       | type 4       | type 3       | type 5       |
| 8 cm     | type 0         | 無             | 無             | 無             | type 7       | type 6       | type 9       | type 8       |

## 規格
自2003年的柏林國際無線電博覽會（Internationale Funkausstellung Berlin）起，由日立、東芝、Hitachi Maxell、LG電子、松下、三星電子及Teac所組成的RAM推廣協會（RAM Promotion Group；RAMPRG）制訂了DVD-RAM規格，及後規格發展成以下的不同版本：
- DVD-RAM 1.0（寫入速度為1倍速）
  - 單面單層容量為2.58GB
  - 雙面單層容量為5.16GB
- DVD-RAM 2.0（寫入速度為2倍速）
  - 單面單層容量為4.7GB
  - 雙面單層容量為9.4GB
- DVD-RAM 2.1（更新1.0）- 寫入速度為3倍速
- DVD-RAM 2.2（更新2.0）- 寫入速度為5倍速
- DVD-RAM 2.3（更新3.0）- 寫入速度最高為6倍速
- DVD-RAM 2.4（更新4.0）- 寫入速度最高為8倍速
- DVD-RAM 2.5（更新5.0）- 寫入速度最高為12倍速
- DVD-RAM 2.6（更新6.0）- 寫入速度最高為16倍速

直徑為80mm的DVD-RAM亦曾經面世，單面單層的容量為1.46GB。原裝的DVD-RAM設有卡匣，及後市面出現大量支援DVD-RAM而不支援卡匣的DVD光碟／燒錄機，促使不設卡匣的DVD-RAM的出現。一般來說，不設卡匣保護的DVD-RAM較設有卡匣的便宜。

## 兼容性
由於制訂時間較早，很多作業系統本身內置了DVD-RAM的支援，能夠直接支援DVD-RAM讀寫的有Mac OS 8.6或以上、Linux及微軟的Windows XP作業系統，其他較舊的作業系統則需要安裝InCD一類的光碟讀寫程式才能支援。Windows XP能將DVD-RAM光碟格式化為FAT32格式，配合InCD或DLA程式則可支援通用光碟格式（UDF）。更新的Windows Vista則能直接讀寫UDF格式的DVD-RAM光碟。Linux則容許將DVD-RAM格式化成任何支援的磁碟格式，例如格式化成ext3檔案系統。Mac OS 9.2版或更新的版本支援讀寫HFS、HFS+、FAT及UDF格式的DVD-RAM光碟，Mac OS X更加入格式化的支援。
市面上較舊的DVD播放機並不支援DVD-RAM，不過不少RAMPRG參予廠商旗下的DVD播放機均加入了DVD-RAM的支援。

## 優點與缺點

### DVD-RAM的優點
- 光碟壽命較長—無物理損壞的情況下，聲稱資料可保存30年或以上。
- 可重寫次數超過10萬次，較DVD±RW的1,000次高得多（但會隨燒錄速度而降低：3倍速為100,000次；5倍速為10,000次）（只為理論值，實際可重寫次數會因應不同因素，例如光碟機而不同，實際值通常較此理論值低得多）
- 可靠的寫入機制，資料確認會由光碟機硬件自動進行，無需手動設定燒錄後通過軟件再次確認（軟件的資料確認功能會被關閉）。
- 光碟的管理機制保障資料的完整
- 大部份電腦作業系統提供支援，能以移除式硬碟方式存取：
  - Mac OS（8.6或更新）直接支援DVD-RAM
  - Windows XP支援FAT32儲存格式
  - Windows Vista支援FAT32及UDF格式，可直接在Windows檔案總管存取得
- 存取細檔案時，存取時間較短
- 2 KB的block size在寫入小型檔案時，浪費空間較小
- 無需進行結束寫入 (Finalization) 動作
- 設有卡帶的光碟格式以保護資料

### DVD-RAM的缺點
- 光碟機兼容性較DVD+RW及DVD-RW為低
- 市面實際發售的DVD-RAM光碟速度不及DVD+R或DVD-R
- 光碟售價普遍較高
- 不設單面雙層，單一碟片最高容量不及DVD+RW及DVD-RW